# Estadio El Plantío
Het Estadio Municipal de El Plantío, kortweg El Plantío, is een voetbalstadion in de stad Burgos (Spanje). Het is de thuisbasis van Burgos CF. Het stadion werd geopend in 1964 en biedt plaats aan 12.194 toeschouwers. Het is een stadion in Engelse stijl, met vier overdekte tribunes zeer dicht op het veld. Het stadion is onderdeel van het sportcomplex El Plantío, waartoe verder een overdekte arena, een sportcentrum en zwembaden behoren.

## Renovaties
In 1977 werden het twee tribunes aan de noord- en zuidzijde gebouwd, de Fondo Norte en de Fondo Sur. In 1987 werden het hoofdgebouw en de kleedkamers gemoderniseerd. Nadat Burgos CF in 2001 naar de Segunda División was gepromoveerd, werden er enkele aanpassingen aan het stadion gedaan om te voldoen aan de (veiligheids)reglementen van de Spaanse voetbalbond. Dit hield in dat er hekken bij de tribunes Tribuna en Lateral verwijderd werden, die werden vervangen door een reling en er werd een elektronisch scorebord geïnstalleerd. In 2009 werden de resterende hekken op de noord- en zuidtribunes vervangen door reling. In 2018 werd het dak boven de noordtribune vervangen en werd de tribune Lateral uitgebreid met 448 plekken.

## Interland
| 1 | 31 mei 1972 | Spanje – Bulgarije | 3 – 3 | OS 1972 kwalificatie | 16.000 |

## Galerij

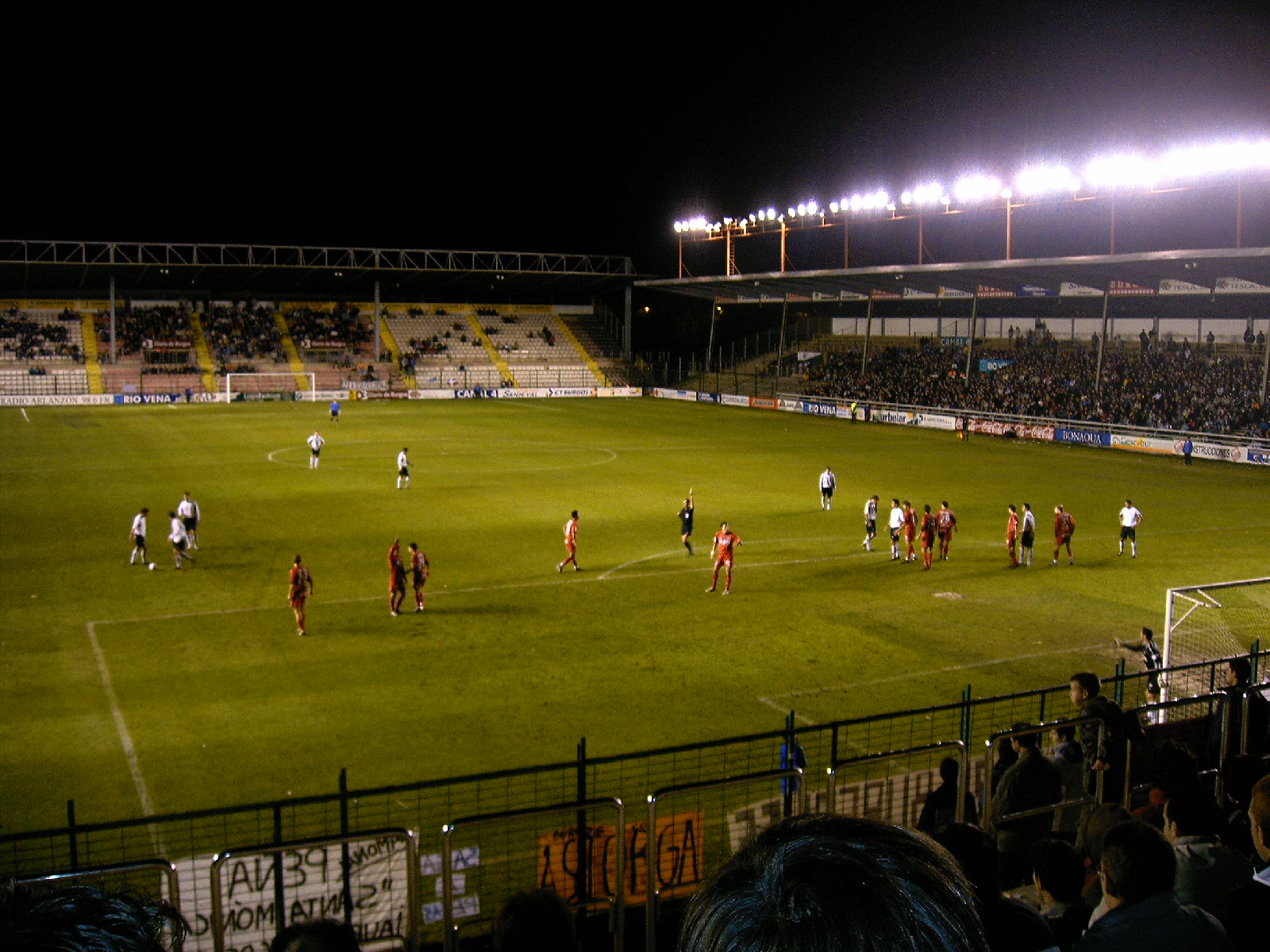
Burgos tegen Real Sociedad in 2004.
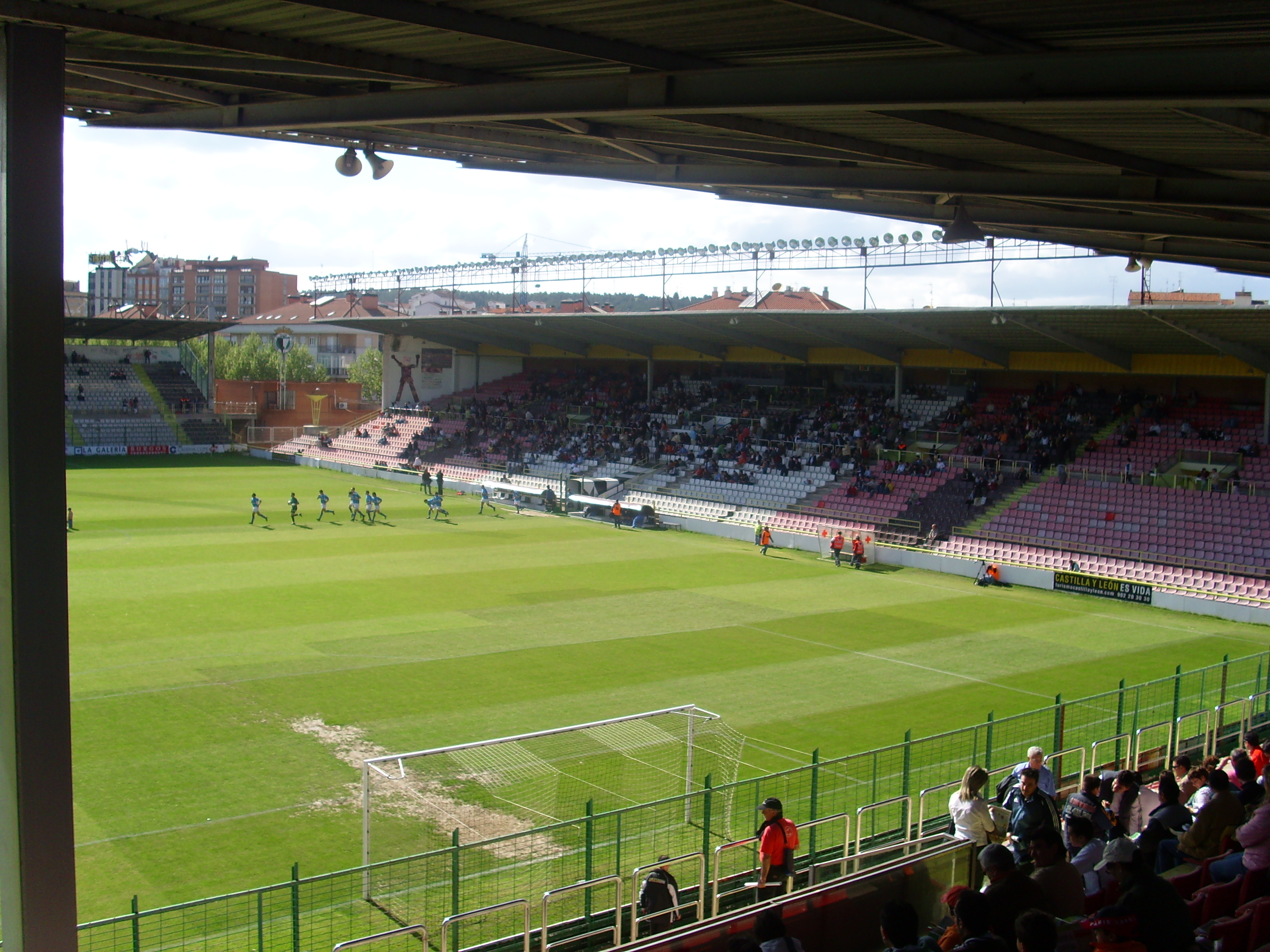
Burgos tegen Oviedo in 2007.
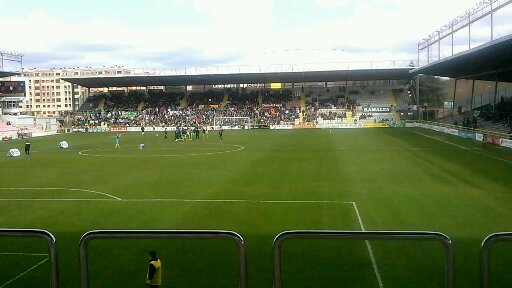
Burgos tegen Racing Santander in 2016.

Anoeta (Real Sociedad) ·
Balaídos (Celta de Vigo) ·
Benito Villamarín (Real Betis) ·
Olympisch Stadion Lluís Companys (FC Barcelona) ·
De la Cerámica (Villarreal CF) ·
Ciutat de València (Levante UD) ·
Coliseum Alfonso Pérez (Getafe CF) ·
El Sadar (CA Osasuna) ·
Martínez Valero (Elche CF) ·
Mendizorrotza (Deportivo Alavés) ·
Mestalla (Valencia CF) ·
Nuevo Los Cármenes (Granada CF) ·
Ramón de Carranza (Cádiz CF) ·
Ramón Sánchez Pizjuán (Sevilla FC) ·
RCDE Stadium (RCD Espanyol) ·
San Mamés (Athletic Bilbao) ·
Santiago Bernabéu (Real Madrid CF) ·
Vallecas (Rayo Vallecano) ·
Visit Mallorca Estadi (RCD Mallorca) ·
Estadio Wanda Metropolitano (Atlético Madrid)
Anduva (CD Mirandés) ·
Anxo Carro (CD Lugo) ·
Butarque (CD Leganés) ·
Can Misses (UD Ibiza) ·
Estadio Carlos Tartiere (Real Oviedo) ·
Cartagonova (FC Cartagena) ·
El Alcoraz (SD Huesca) ·
El Molinón (Sporting Gijón) ·
El Plantío (Burgos CF) ·
El Toralín (SD Ponferradina) ·
Fernando Torres (CF Fuenlabrada) ·
Gran Canaria (UD Las Palmas) ·
Heliodoro Rodríguez López (CD Tenerife) ·
Ipurua (SD Eibar) ·
José Luis Orbegozo (Real Sociedad B) ·
José Zorrilla (Real Valladolid) ·
Juegos Mediterráneos (UD Almería) ·
La Romareda (Real Zaragoza) ·
La Rosaleda (Málaga CF) ·
Montilivi (Girona FC) ·
Santo Domingo (AD Alcorcón) ·
Urritxe (SD Amorebieta)